# Кун (лунный кратер)
Кра́тер Кун (лат. Kuhn) — небольшой ударный кратер в области южного полюса на обратной стороне Луны. Название присвоено в честь немецкого химика и биохимика Рихарда Куна (1900—1967) и утверждено Международным астрономическим союзом 22.01.2009.

## Описание кратера
Ближайшими соседями кратера Кун являются кратер Вихерт на западе; кратер Лаверан на севере-северо-западе; кратер Кохер на востоке и кратер Свердруп на юге. Селенографические координаты центра кратера 84°29′ ю. ш. 152°29′ з. д. / 84,48° ю. ш. 152,48° з. д., диаметр 16,6 км, глубина 2,7 км.
Кратер Кун имеет циркулярную форму с небольшим выступом в юго-восточной части. Вал с острой четко очерченной кромкой, восточная часть вала перекрыта маленьким кратером. Высота вала над окружающей местностью достигает 730 м. Дно чаши в силу близости к южному полюсу практически все время находится в тени.

## Сателлитные кратеры
Отсутствуют.

## См.также
- Список кратеров на Луне
- Лунный кратер
- Морфологический каталог кратеров Луны
- Планетная номенклатура
- Селенография
- Минералогия Луны
- Геология Луны
- Поздняя тяжёлая бомбардировка